# Phidippus workmani
La araña saltadora de Workman (Phidippus workmani) es una especie de araña saltadora araneomorfa de la familia de los saltícidos. Se distribuye en América del Norte.

## Características generales

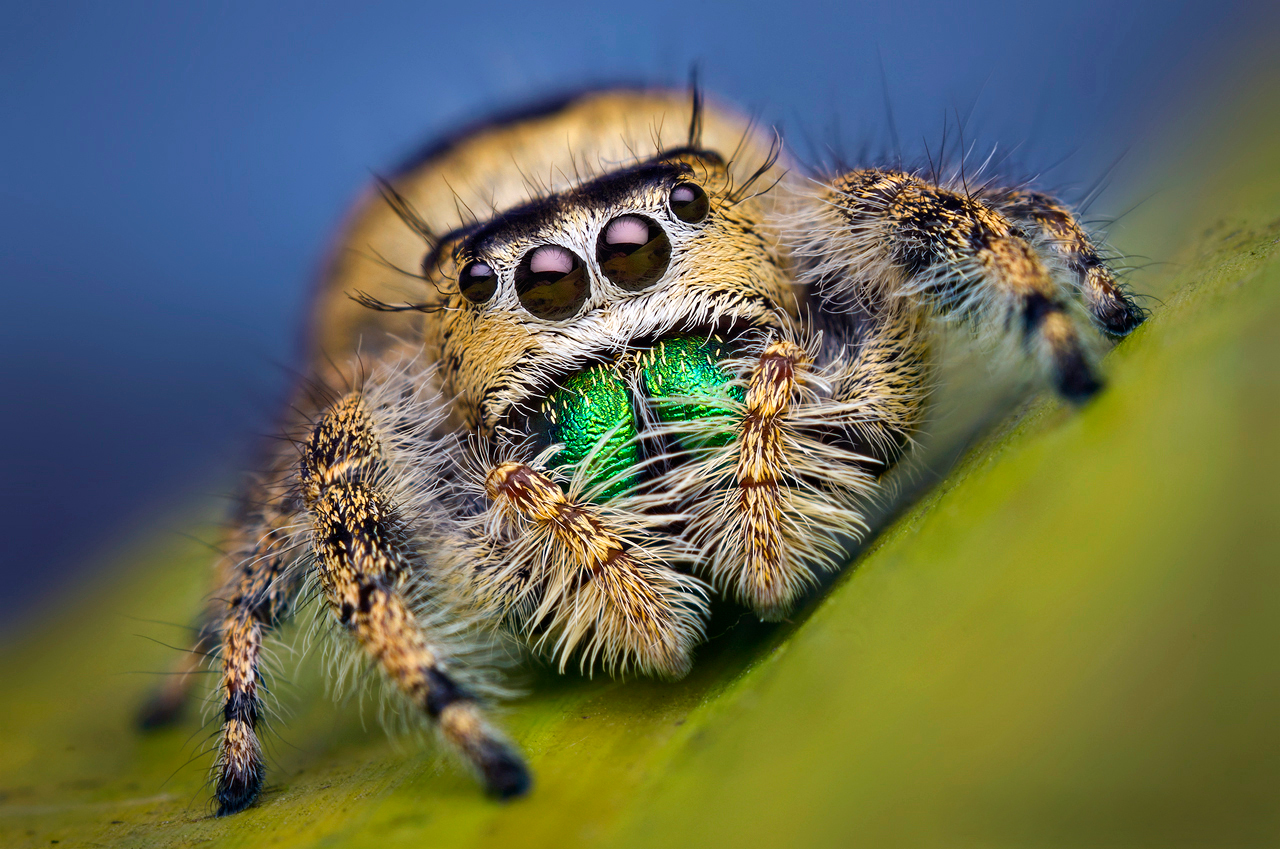
Hembra de Phidippus workmani

En los Estados Unidos se encuentran en las dos terceras partes de la península de la Florida, y en dos localidades en el extremo sur de Georgia. La distribución total corresponde a unos 100.000 km². Su cuerpo es de aproximadamente 8 mm. de largo. Esta araña se diferencia en su conducta de la Phidippus audax, pues es tímida.